# Uduba valiha
Uduba valiha is een spinnensoort uit de familie Udubidae. De soort komt voor in Madagaskar.